# Mosquée d'Almonaster la Real
La mosquée d'Al-Munastyr est un ancien lieu de culte musulman situé à Almonaster la Real, dans la province espagnole de Huelva en Andalousie.
Construite entre les IXe et Xe siècles sur l'emplacement d'une basilique wisigothique du Ve siècle, elle fut convertie après la reconquête en un ermitage. Le monument, qui prend place au cœur d'un ensemble castral, est classé monument historique depuis 1931. Il s'agit d'un ensemble d'une valeur historique et artistique exceptionnelle, cette mosquée étant la seule à être parvenue pratiquement intacte en milieu rural en Espagne. Elle conserve toutes les caractéristiques de ces constructions modestes et sobres, à l'atmosphère recueillie.

## Histoire
La petite mosquée est située sur un lieu de culte déjà fort ancien, comme en témoignent les éléments de remploi. Il s'agissait à l'origine d'une basilique wisigothique bâtie au Ve siècle sur un sanctuaire romain antérieur. Cet édifice, utilisé par des moines, demeura en usage jusqu'à la conquête musulmane.
À cet endroit en hauteur fut élevée une forteresse qui appartenait au système de défense de l'émirat de Cordoue. C'est en ces lieux que fut menée à bien la construction d'une mosquée à une date incertaine, entre les IXe et Xe siècles, vraisemblablement sous le règne d'Abd al-Rahman III. Les bâtisseurs rasèrent totalement les constructions passées, et se contentèrent de réutiliser certains éléments décoratifs dans le nouveau bâtiment. L'usage de l'oratoire devait certainement être limité aux résidents de la forteresse, le village, situé en contrebas devant très probablement disposer de son propre lieu de prière.
La région fut reconquise au cours de la deuxième moitié du XIIIe siècle par les troupes castillanes. La mosquée devint alors un ermitage vraisemblablement dédié à la Vierge, puis à Notre-Dame de la Conception à partir du XVIe siècle, selon la documentation. On modifia alors le plan de l'édifice en lui ajoutant une abside semicirculaire de style roman.
Des travaux d'aménagement complémentaires eurent lieu entre les XVe et XVIe siècles. On construisit une sacristie et l'on coiffa le minaret d'un corps de brique orné d'une balustrade. Par ailleurs, on modifia les arcs outrepassés proches de la qibla ainsi que le mihrab, le tout en style mudéjar inspiré des réalisations sévillanes . Au XVIIIe siècle, l'abside mudéjare fut à son tour modifiée et surmontée d'une voûte semisphérique.
La mosquée d'Almonaster fut restaurée sous la direction de l'architecte Alfonso Jiménez en 1975.

## La mosquée

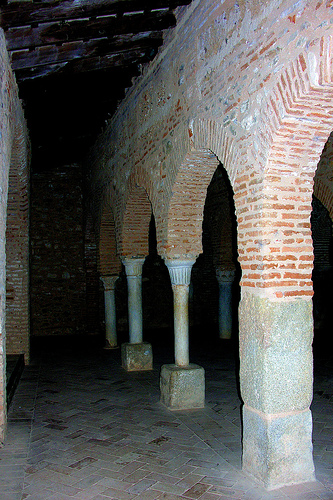
Intérieur de la mosquée

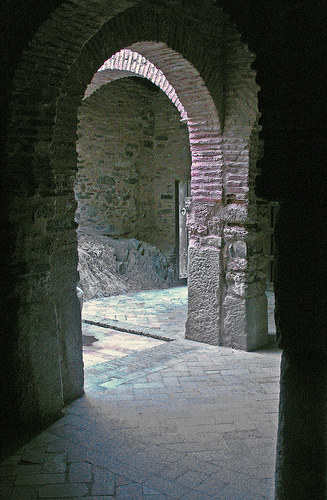
Le patio vu depuis la salle de prière

La mosquée d'Almonaster la Real est bâtie sur la colline qui domine le village d'Almonaster la Real. Elle est intégrée dans un ensemble castral comprenant, outre cet oratoire, une ancienne forteresse maure à laquelle elle est accolée, ainsi qu'une arène. 
Elle observe l'organisation classique des lieux de culte islamiques, avec la distinction de deux espaces nettement séparés : la cour des ablutions, ou shan, et la salle de prière, ou liwan. Elle se présente sous l'aspect d'un carré d'environ 11 mètres de côté. Les  matériaux utilisés dans la construction sont la brique et la pierre crue, ainsi qu'occasionnellement le pisé. De grands blocs de granit sont parfois utilisés.
De par son implantation sur des lieux de culte préexistants, elle a conservé un certain nombre de pièces architecturales ou décoratives antérieures à sa construction. De l'époque romaine sont parvenus des colonnes et chapiteaux romains des Ier et IIe siècles et un autel funéraire. Des Wisigoths ont subsisté une épitaphe, les fragments de l'iconostase et un linteau, entre autres choses. Ces éléments sont autant de témoignages des pratiques de remploi lors de la construction de la mosquée.
La salle de prière se compose de cinq nefs de largeur inégale, orientées vers le mur qibla. Ces nefs sont délimitées par une série d'arcs, à l'origine outrepassés et aujourd'hui en plein cintre. Ces arcs sont faits de brique et reposent sur un réseau de colonnes et de piliers très hétéroclites. Certains sont des fûts de colonnes, d'autres ne sont qu'une superposition de blocs de pierre. Les chapiteaux se distinguent également par leur diversité. Certains d'entre eux présentent une décoration inexistante, tandis que d'autres, d'origine romaine, révèlent une décoration d'une grande finesse, basée sur des motifs végétaux et géométriques entrelacés. Au centre du mur qibla s'ouvre le mirhab par un arc outrepassé (ou en fer à cheval). Le mirhab est de forme semi-circulaire, et est couvert d'une voûte en cul-de-four exécutée à l'époque chrétienne.
L'édifice est également pourvu d'un minaret, dont la partie supérieure est l'œuvre d'artistes chrétiens du XVIe siècle. De plan carré, il est fait de brique et dispose d'un escalier permettant d'accéder à la terrasse du clocher. Une citerne, d'époque chrétienne, vient compléter l'ensemble .

## Protection
La cathédrale fait l’objet d’un classement en Espagne au titre de bien d'intérêt culturel depuis le 3 juin 1931.